# Dōnotsura

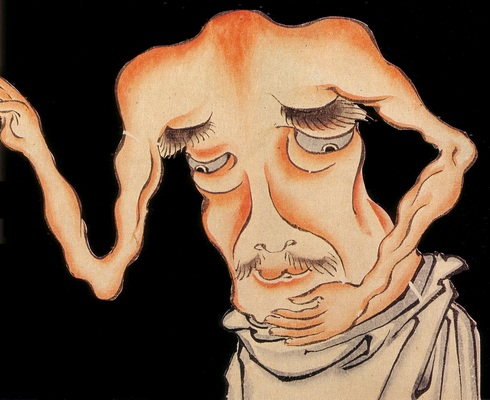
Illustration d'un dōnotsura tiré du Rouleau enluminé de la procession nocturne des cent démons.

 (février 2013).
 (octobre 2015).
Si vous disposez d'ouvrages ou d'articles de référence ou si vous connaissez des sites web de qualité traitant du thème abordé ici, merci de compléter l'article en donnant les références utiles à sa vérifiabilité et en les liant à la section « Notes et références ».
Dōnotsura (胴面, dōnotsura, litt. « visage du torse ») est un yōkai du folklore japonais.

## Caractéristiques
Il a la forme d'un homme sans tête ni cou avec sur le torse un visage lugubre. Quand il apparaît devant des humains, il dit « Baissez la tête » (面を下げる, Tsurawosageru).

## Culture populaire
Dans Pokémon, Kicklee est un dōnotsura.